# Lankau
Lankau est une commune allemande du Schleswig-Holstein, située dans l'arrondissement du duché de Lauenbourg (Kreis Herzogtum Lauenburg), à cinq kilomètres au nord de la ville de Mölln. Lankau est l'une des 25 communes de l'Amt Sandesneben-Nusse dont le siège est à Sandesneben.